# Landkreis Trier-Saarburg

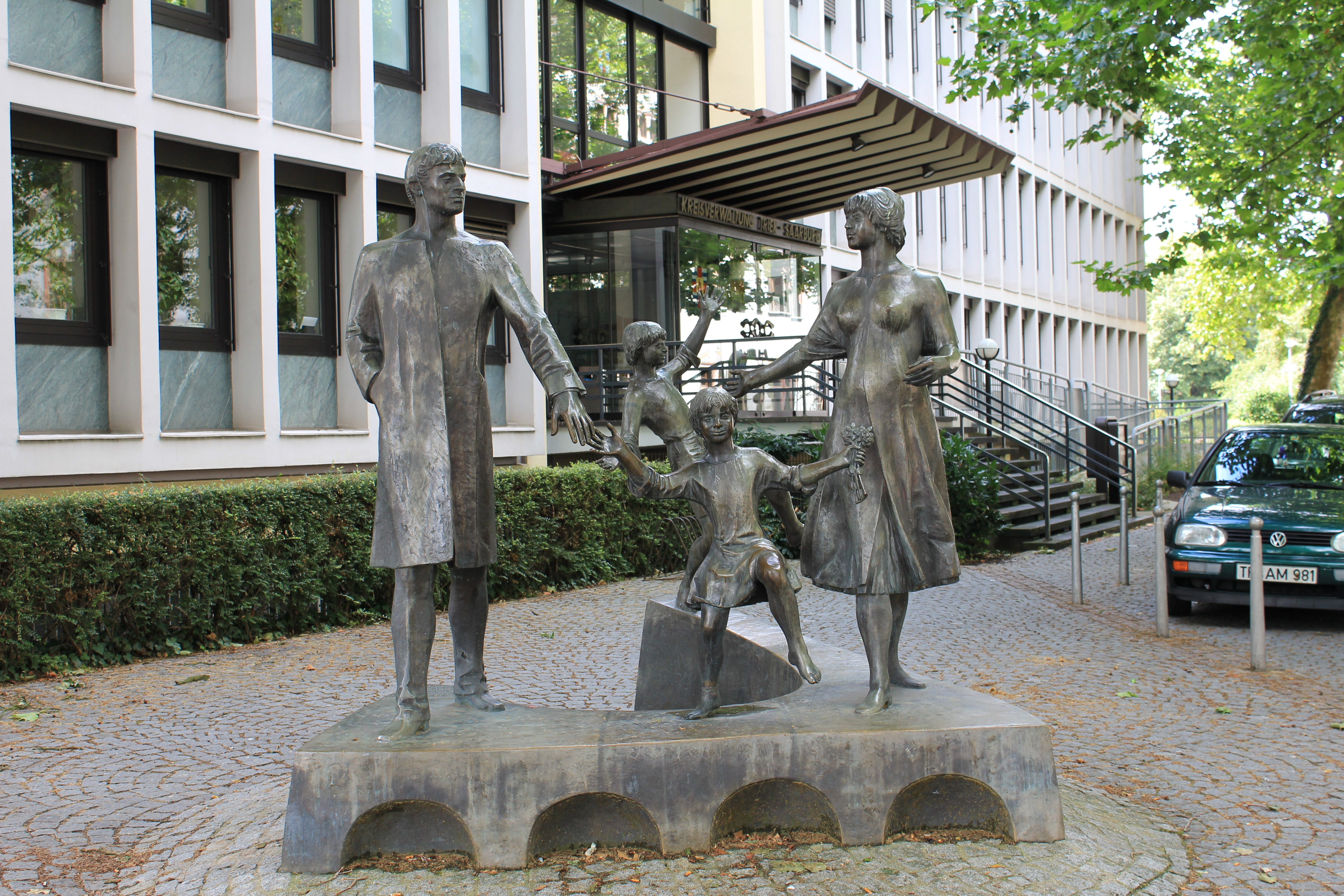
Statue am Eingang der Kreisverwaltung in Trier

Der Landkreis Trier-Saarburg ist eine Gebietskörperschaft im Westen von Rheinland-Pfalz. Sitz der Kreisverwaltung ist die kreisfreie Stadt Trier, die vom Landkreis Trier-Saarburg vollständig umgeben ist. Bevölkerungsreichste Kommunen sind die Städte Konz, Schweich, Saarburg und Hermeskeil. Der Landkreis Trier-Saarburg grenzt im Süden an das Saarland und im Westen an das Großherzogtum Luxemburg.

## Geographie

### Lage
Der Landkreis Trier-Saarburg erstreckt sich vom Bitburger Land über die Mosel bis in den westlichen Hunsrück hinein. Im Westen bilden die Sauer und die Obermosel die Grenze zu Luxemburg. Größere Flüsse im Kreisgebiet sind neben der Mosel die Saar und die Ruwer. Hier liegt ein bedeutendes deutsches Weinanbaugebiet (Mosel-Saar-Ruwer).
Der längste Fluss der Eifel, die Kyll, fließt durch das nördliche Kreisgebiet.
Der höchste Berg im Landkreis ist der Sandkopf (757 m ü. NHN) im Schwarzwälder Hochwald.

### Nachbarkreise
Der Landkreis grenzt im Uhrzeigersinn im Norden beginnend an den Eifelkreis Bitburg-Prüm und an die Landkreise Bernkastel-Wittlich und Birkenfeld (alle in Rheinland-Pfalz) sowie an die Landkreise St. Wendel und Merzig-Wadern (beide im Saarland). Im Westen grenzt er an die luxemburgischen Kantone Remich, Grevenmacher und Echternach.

### Raumplanung
Nach dem Landesentwicklungsprogramm Rheinland-Pfalz (LEP IV) haben im Kreisgebiet die Städte Konz, Saarburg und Hermeskeil die Funktion eines Mittelzentrums. Im regionalen Raumordnungsplan der Region Trier sind die Stadt Schweich als Unterzentrum und die Gemeinden Kell am See, Waldrach, Wincheringen und Zerf als Kleinzentrum ausgewiesen.

## Geschichte
Das heutige Kreisgebiet gehörte bis 1794 überwiegend zum Kurfürstentum Trier und zum Herzogtum Luxemburg. Von 1798 bis 1814 stand die Region unter französischer Verwaltung und war dem Saardepartement zugeordnet, von 1801 an war sie französisches Staatsgebiet. Nach dem Wiener Kongress (1815) kam das Gebiet an Preußen. Diese bildeten 1816 im Regierungsbezirk Trier die beiden Kreise Trier und Saarburg unter Ausschluss der Stadt Trier, innerhalb der Provinz Niederrhein (ab 1822 Rheinprovinz).
Nach dem Zweiten Weltkrieg waren seit Juli 1945 beide Kreise Teil der französischen Besatzungszone. Von der französischen Militärregierung wurde am 18. Juli 1946 der gesamte Landkreis Saarburg mit insgesamt 70 Gemeinden sowie vom Landkreis Trier 11 Gemeinden dem Saargebiet zugeordnet, das seit Februar 1946 nicht mehr dem Alliierten Kontrollrat unterstand. Am 6. Juni 1947 wurde diese territoriale Ausgliederung teilweise zurückgenommen, der Landkreis Saarburg kam somit zum neu gebildeten Land Rheinland-Pfalz, zu dem der Landkreis Trier schon seit 1946 gehörte. (Siehe auch: Liste der 1946 vom Anschluss an das Saarland betroffenen Gemeinden)
Der Landkreis Trier-Saarburg entstand im Rahmen der Kreisreform in Rheinland-Pfalz am 7. Juni 1969 aus dem Zusammenschluss des Landkreises Saarburg mit dem größten Teil des Landkreises Trier, aus dem die Ortsgemeinden Ehrang-Pfalzel, Eitelsbach, Filsch, Irsch, Kernscheid, Ruwer, Tarforst und Zewen-Oberkirch in die Stadt Trier eingegliedert wurden, die Ortsgemeinden Minden und Menningen in den Landkreis Bitburg wechselten und die Ortsgemeinde Börfink-Muhl in den Landkreis Birkenfeld wechselte.
In der zweiten Phase der Kreisreform gab der Landkreis Trier-Saarburg am 7. November 1970 die Ortsgemeinden Breit, Büdlich, Heidenburg und Trittenheim an den Landkreis Bernkastel-Wittlich sowie die Ortsgemeinden Eisenach, Gilzem und Orenhofen an den Landkreis Bitburg-Prüm ab. Muhl wurde von Börfink umgemeindet nach Neuhütten. Am 1. Januar 2012 wechselte die Ortsgemeinde Trittenheim aus dem Landkreis Bernkastel-Wittlich zurück in den Landkreis Trier-Saarburg.
Der Landkreis gehört seit 1994 zur Initiative Region Trier (IRT), in der regionale öffentliche Institutionen, Verwaltungen, Hochschulen, Unternehmen, Banken und engagierte Einzelpersonen mit dem Ziel, die Zukunft der Region als wirtschaftlich attraktiven, kulturell bedeutsamen und ökologisch intakten Raum mit hohem Lebens- und Freizeitwert zu sichern, partnerschaftlich zusammenarbeiten.

### Einwohnerentwicklung
Die Entwicklung der Einwohnerzahl, bezogen auf das heutige Gebiet des Landkreises Trier-Saarburg, die Werte von 1871 bis 1987 beruhen auf Volkszählungen:
| Jahr | Einwohner |
| ---- | --------- |
| 1815 | 44.374    |
| 1835 | 63.825    |
| 1871 | 70.398    |
| 1905 | 83.522    |
| 1939 | 104.229   |
| 1950 | 101.782   |
| 1961 | 110.672   |

| Jahr | Einwohner |
| ---- | --------- |
| 1970 | 119.832   |
| 1987 | 126.502   |
| 1997 | 136.596   |
| 2005 | 141.043   |
| 2015 | 147.999   |
| 2020 | 150.533   |
| 2023 | 153.814   |

### Konfessionsstatistik
Laut der Volkszählung 2011 waren im Jahr 2011 78,2 % römisch-katholisch, 8,1 % der Einwohner evangelisch und 13,7 % konfessionslos, gehörten einer anderen Glaubensgemeinschaft an oder machten keine Angabe. Die Zahl der Protestanten und Katholiken ist seitdem gesunken, während die Zahl der Einwohner mit sonstiger Konfession oder ohne Konfession jährlich um etwa 1 Prozentpunkt zunimmt. Derzeit (Stand April 2025) sind 60,9 % der Einwohner katholisch, 7,1 % evangelisch und 32,0 % gehören entweder einer anderen Glaubensgemeinschaft an oder sind konfessionslos.

## Politik

### Kreistag
Der Kreistag des Landkreises Trier-Saarburg besteht aus 50 in einer personalisierten Verhältniswahl gewählten ehrenamtlichen Kreistagsmitgliedern und dem Landrat als Vorsitzendem. Nach der letzten Kreistagswahl am 9. Juni 2024 ergibt sich folgende Sitzverteilung:
| Jahr | SPD | CDU | GRÜNE | AfD | FDP | FW 1 | LINKE | PIRATEN | FWG 2 | BfB 3 | Sonst. | Sitze | Wahlbeteiligung |
| ---- | --- | --- | ----- | --- | --- | ---- | ----- | ------- | ----- | ----- | ------ | ----- | --------------- |
| 2024 | 10  | 18  | 5     | 4   | 2   | 4    | 1     | –       | 5     | 1     | –      | 50    | 66,8 %          |
| 2019 | 10  | 17  | 8     | 3   | 2   | –    | 2     | –       | 7     | 1     | –      | 50    | 66,5 %          |
| 2014 | 11  | 20  | 4     | 1   | 1   | –    | 1     | 1       | 7     | 0     | –      | 46    | 59,9 %          |
| 2009 | 12  | 19  | 4     | –   | 3   | –    | –     | –       | 7     | 1     | 0      | 46    | 61,2 %          |
| 2004 | 12  | 22  | 3     | –   | 2   | –    | –     | –       | 7     | 7     | 7      | 46    | 63,8 %          |
| 1999 | 17  | 23  | 2     | –   | 0   | –    | –     | –       | 4     | 4     | 4      | 46    | 70,0 %          |

### Landrat

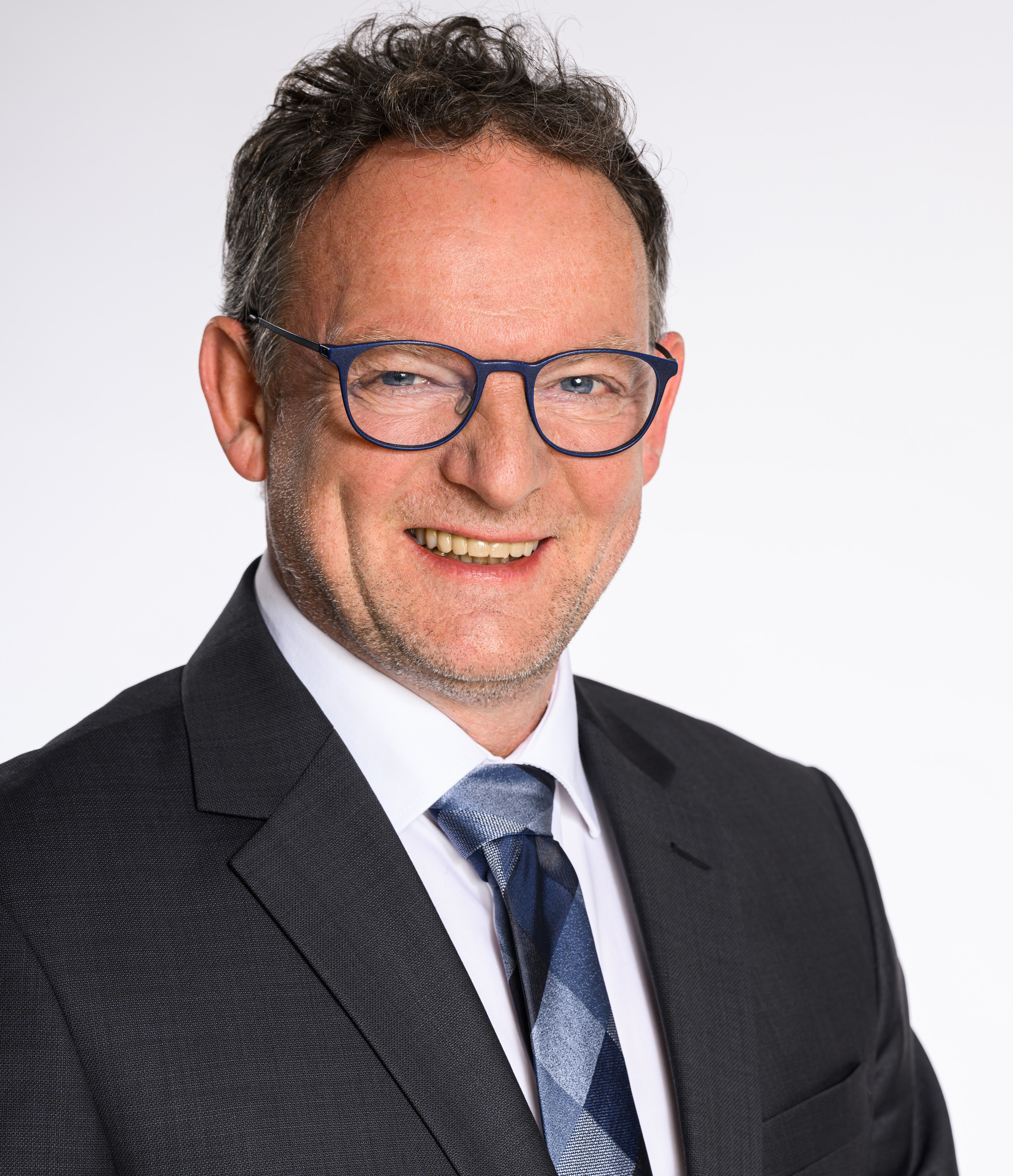
Stefan Metzdorf (2023), Landrat des Landkreises Trier-Saarburg

Stefan Metzdorf (SPD) wurde am 1. Januar 2022 Landrat des Landkreises Trier-Saarburg. Bei der Stichwahl am 10. Oktober 2021 hatte er sich mit einem Stimmenanteil von 68,27 % gegen den bisherigen Amtsinhaber durchgesetzt, nachdem bei der Direktwahl am 26. September 2021 keiner der ursprünglich fünf Bewerber eine ausreichende Mehrheit erreichte. Die reguläre Amtszeit beträgt acht Jahre.
Die bisherigen Landräte:
- 1969–1983: Dieter Braun-Friderici
- 1983–2005: Richard Groß (CDU)
- 2006–2021: Günther Schartz (CDU)
- seit 2022:0 Stefan Metzdorf (SPD)

### Wappen und Flagge

Hissflagge
Bannerflagge

Der Landkreis Trier-Saarburg führt ein Wappen sowie eine Hiss- und Bannerflagge.
| Wappen des Landkreises Trier-Saarburg | Blasonierung: „Neunmal von Silber und Blau geteilt, überdeckt von einem durchgehenden roten Kreuz, das mit einem goldenen Herzschild belegt ist, darin auf schwarzem Berg eine rote Zinnenburg mit nach vorne gerücktem Spitzentürmchen.“                                                     |
| Wappen des Landkreises Trier-Saarburg | Wappenbegründung: Das rote Kreuz steht für das Kurfürstentum Trier, die silber-blaue Schildteilung ist dem Wappen von Luxemburg entnommen und die Burg symbolisiert die Saarburg, die aus dem Stadtwappen der gleichnamigen Stadt entnommen ist. Das Wappen wurde am 31. März 1970 genehmigt. |

### Kreispartnerschaften
Der Landkreis Trier-Saarburg unterhält drei Partnerschaften:
- Landkreis Puck (Polen), seit 2001[12]
- Landkreis Saalfeld-Rudolstadt (Thüringen), seit 1990[13]
- Kibuye (Ruanda), seit 2002[14]

## Infrastruktur

### Straße
Durch das Kreisgebiet führen die Bundesautobahn 1 (Saarbrücken–Trier–Köln), die Bundesautobahn 64 (Trier–Luxemburg), die Bundesautobahn 64a (Ehrang–Kenn) und die Bundesautobahn 602 (Verteilerkreis Trier–Autobahndreieck Moseltal). Ferner wird das Kreisgebiet von mehreren Bundes-, Landes- und Kreisstraßen erschlossen. Die Bundesstraßen im Landkreis sind die B 49, B 51, B 52, B 53, B 268, B 407, B 418, B 419 und die B 422.

### Schiene
Bahnverbindungen im Landkreis sind die Moselstrecke Koblenz–Trier, die Saarstrecke als deren Verlängerung entlang der Saar über Konz und Saarburg nach Saarbrücken, die Eifelstrecke in Richtung Köln und die  Bahnstrecke Thionville–Trier, die auf deutscher Seite als Obermoselbahn von Perl bis Trier im Schienenpersonennahverkehr bedient wird. Die Mosel-Syretal-Strecke führt über den Grenzbahnhof Igel (Mosel) nach Luxemburg.
Größere Bahnhöfe des Regionalverkehrs befinden sich in Konz, Schweich und Saarburg.
Die Ruwertalbahn/Hochwaldbahn vom Trierer Stadtbezirk Ruwer-Eitelsbach über Waldrach und Zerf nach Hermeskeil wurde aufgegeben und zum Ruwer-Hochwald-Radweg umgebaut. Die stillgelegte Hunsrückquerbahn führte von Hermeskeil über Thalfang und Morbach nach Büchenbeuren und Langenlonsheim.

## Naturschutzgebiete
Im Landkreis Trier-Saarburg befinden sich 22 Naturschutzgebiete, zwei davon liegen teilweise auch auf dem Gebiet der Stadt Trier. Schützenswerte Biotope sind hierbei Orchideenbiotope, zum Teil von europäischem Rang, Feuchtbiotope, Flussauen, Kalkmagerrasen, Hangmoore, naturnahe Bachtäler, Felsbiotope etc.
Auswahl

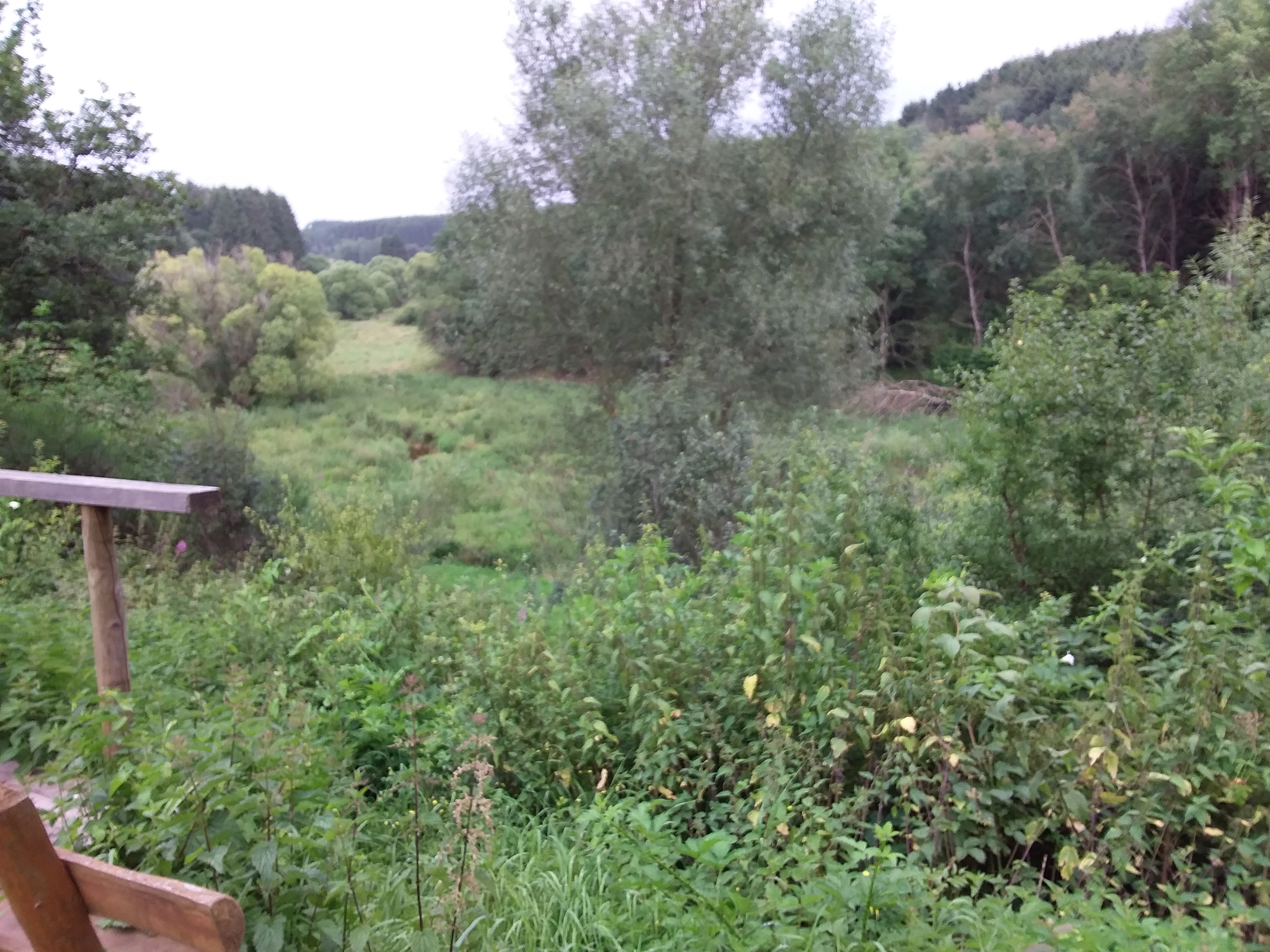
Keller Mulde
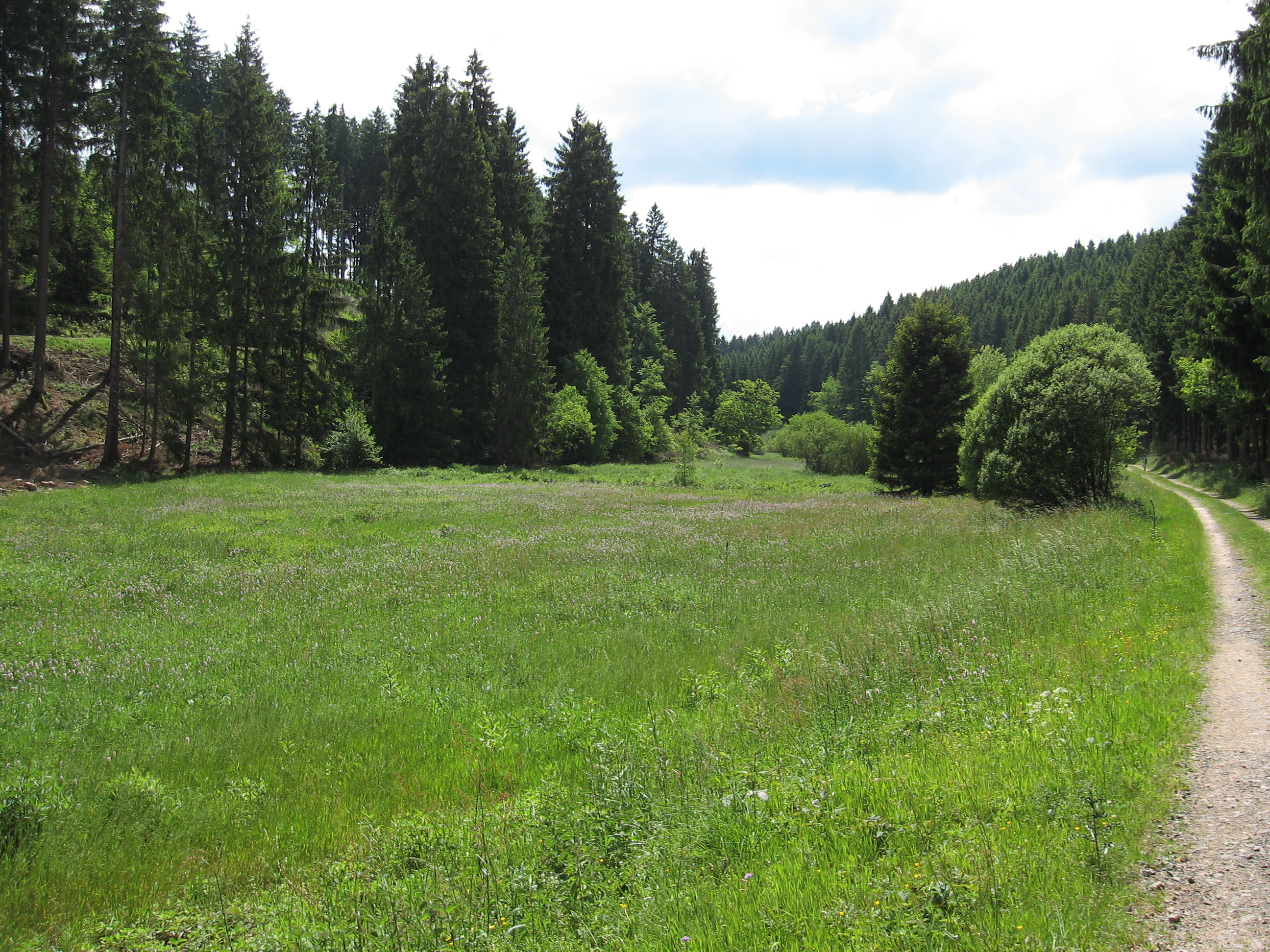
Wadrilltal
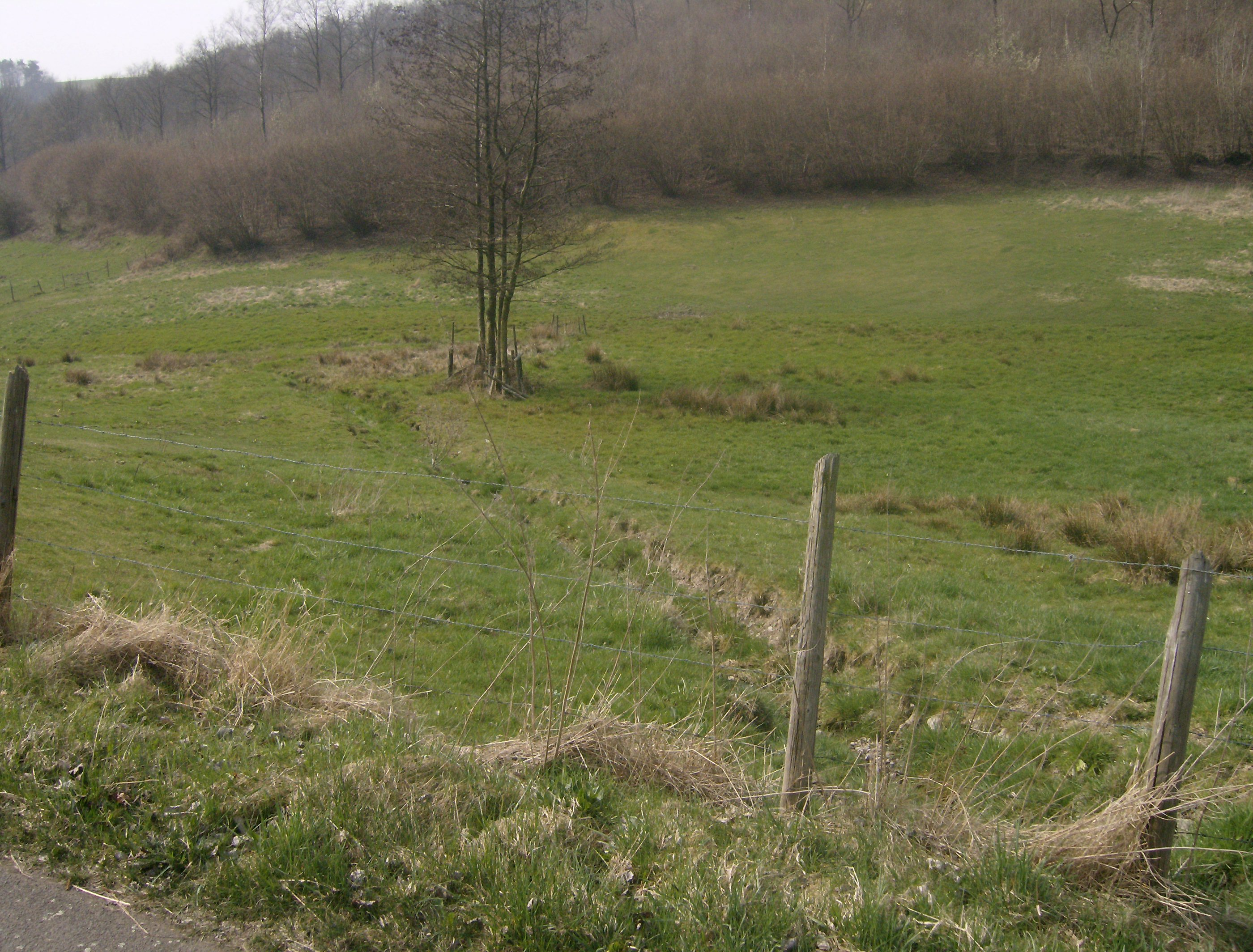
Klinkbachtal
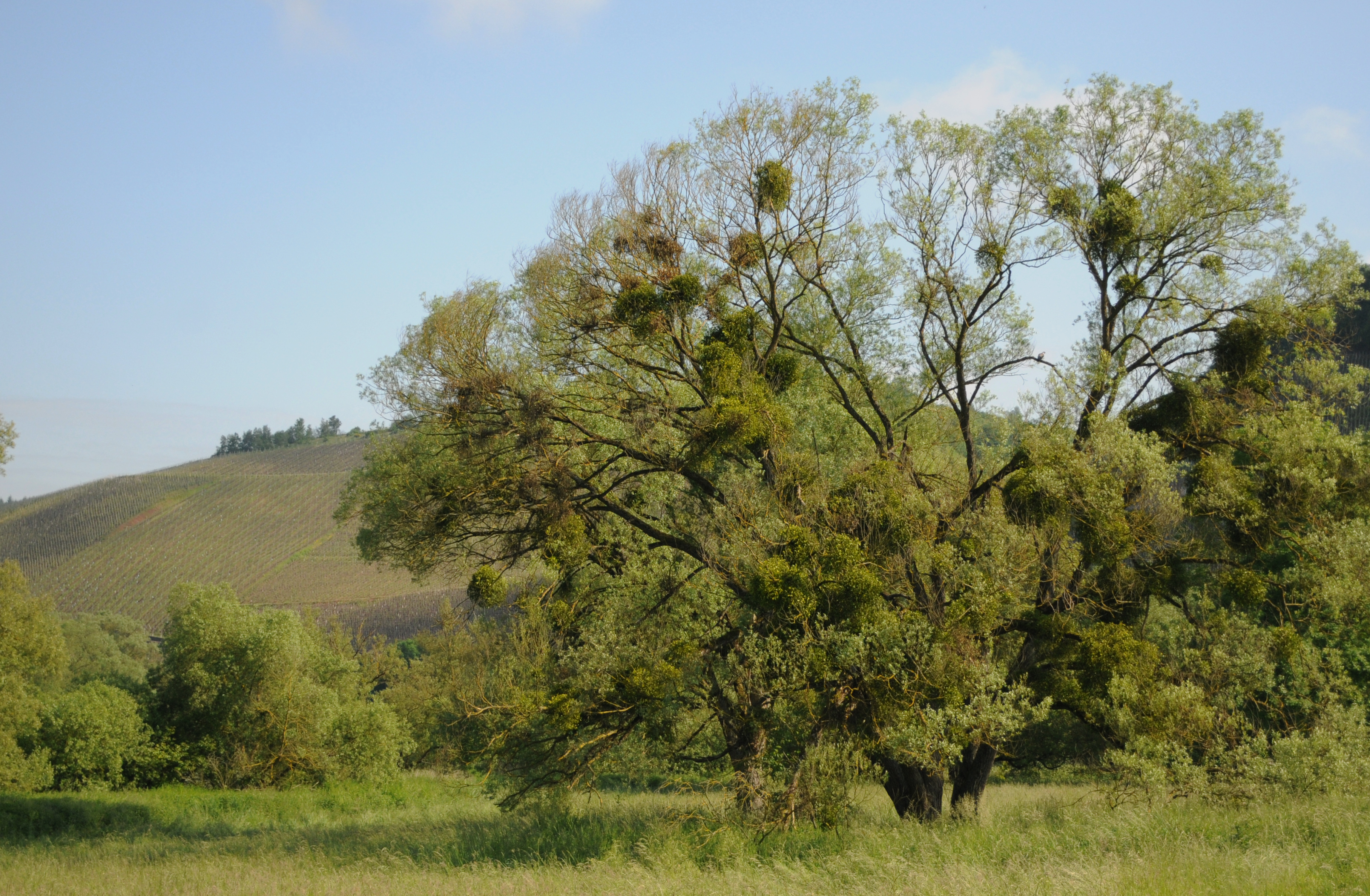
Wiltinger Saarbogen
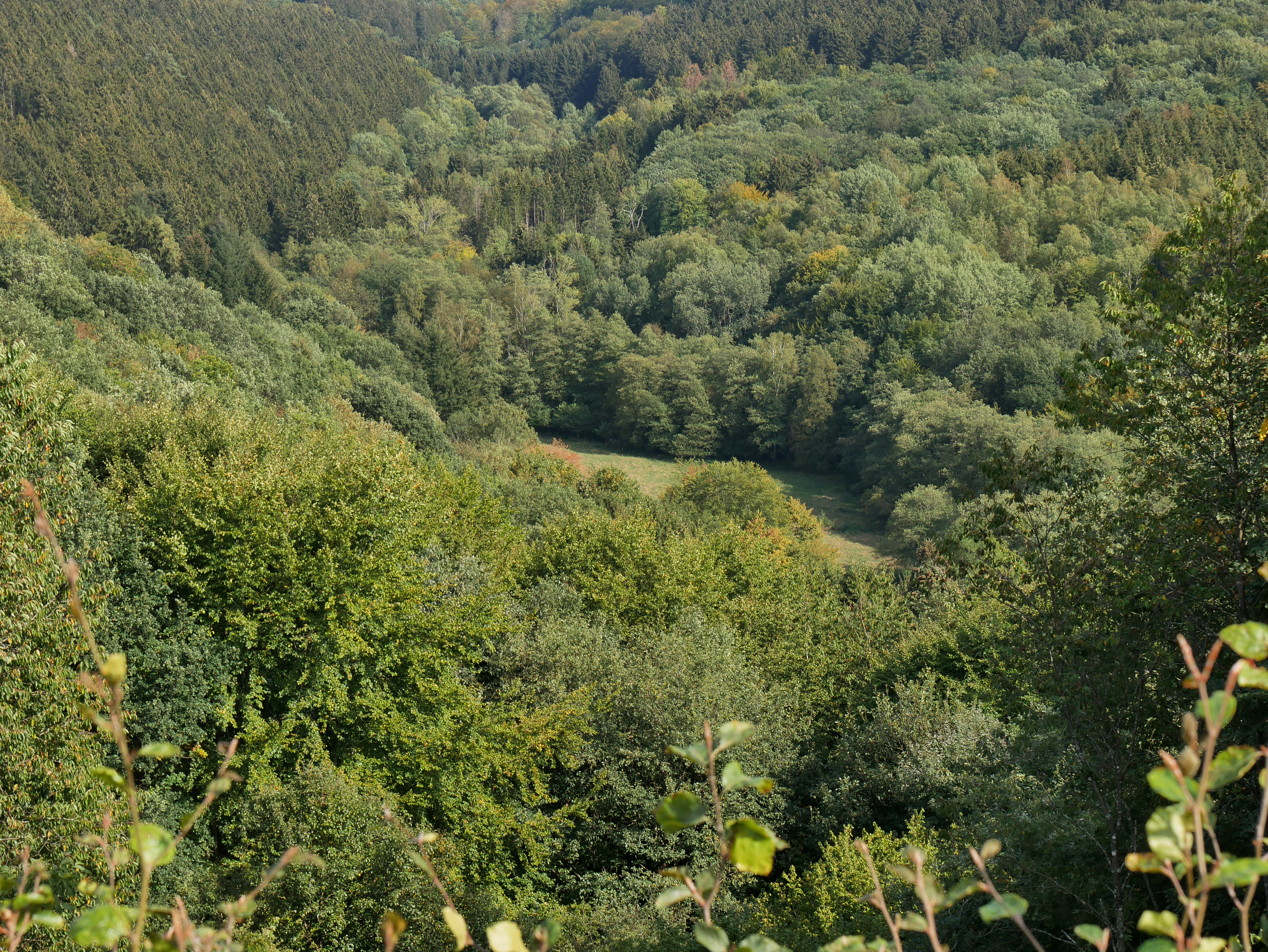
Enterbachtal

## Burgen und Schlösser
Der Landkreis weist eine Reihe von Burgen und Schlössern auf:
1. Burg Grimburg
2. Burg Heid, Schillingen
3. Burg Longuich
4. Burg Ramstein, Kordel (Eifel)
5. Burg Saarburg, Stadt Saarburg
6. Burg Warsberg, Wincheringen
7. Burg Welschbillig
8. Burgruine Freudenburg
9. Burgruine Sommerau
10. Feller Maximiner Burg
11. Klause Kastel, keltische Fliehburg bei Kastel-Staadt
12. Schloss Ayl
13. Schloss Bekond
14. Schloss Föhren
15. Schloss Grünhaus, Mertesdorf
16. Schloss Marienlay, Morscheid
17. Schloss Saarfels, Serrig
18. Schloss Saarstein, Serrig
19. Schloss Thorn, Palzem
20. Schloss Warsberg, Saarburg
21. Wasserburg Klüsserath

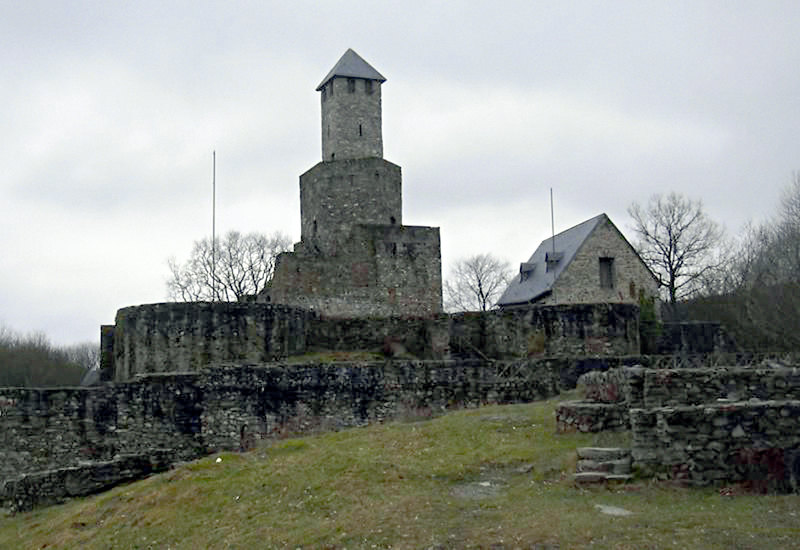
Burg Grimburg
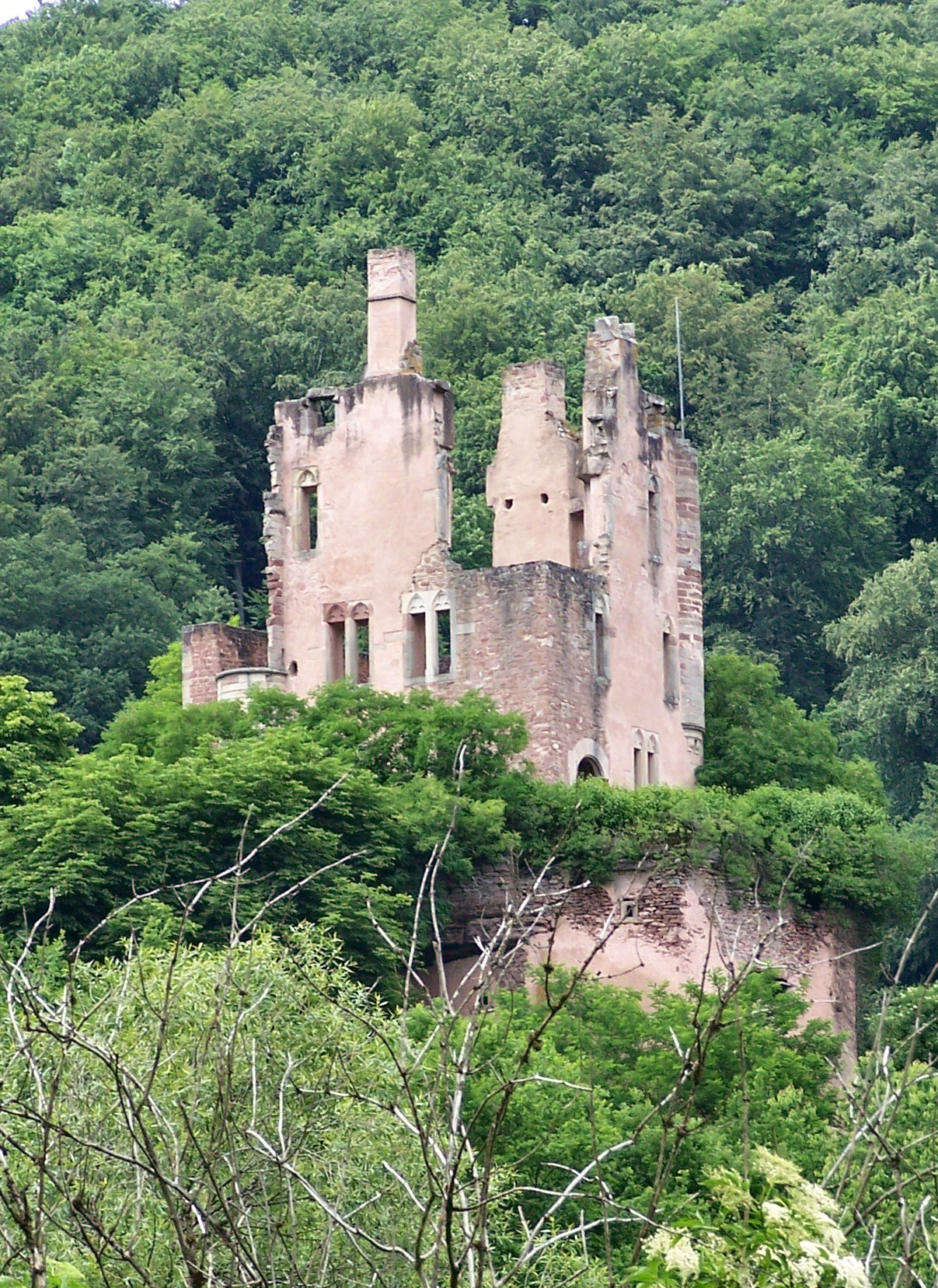
Burg Ramstein
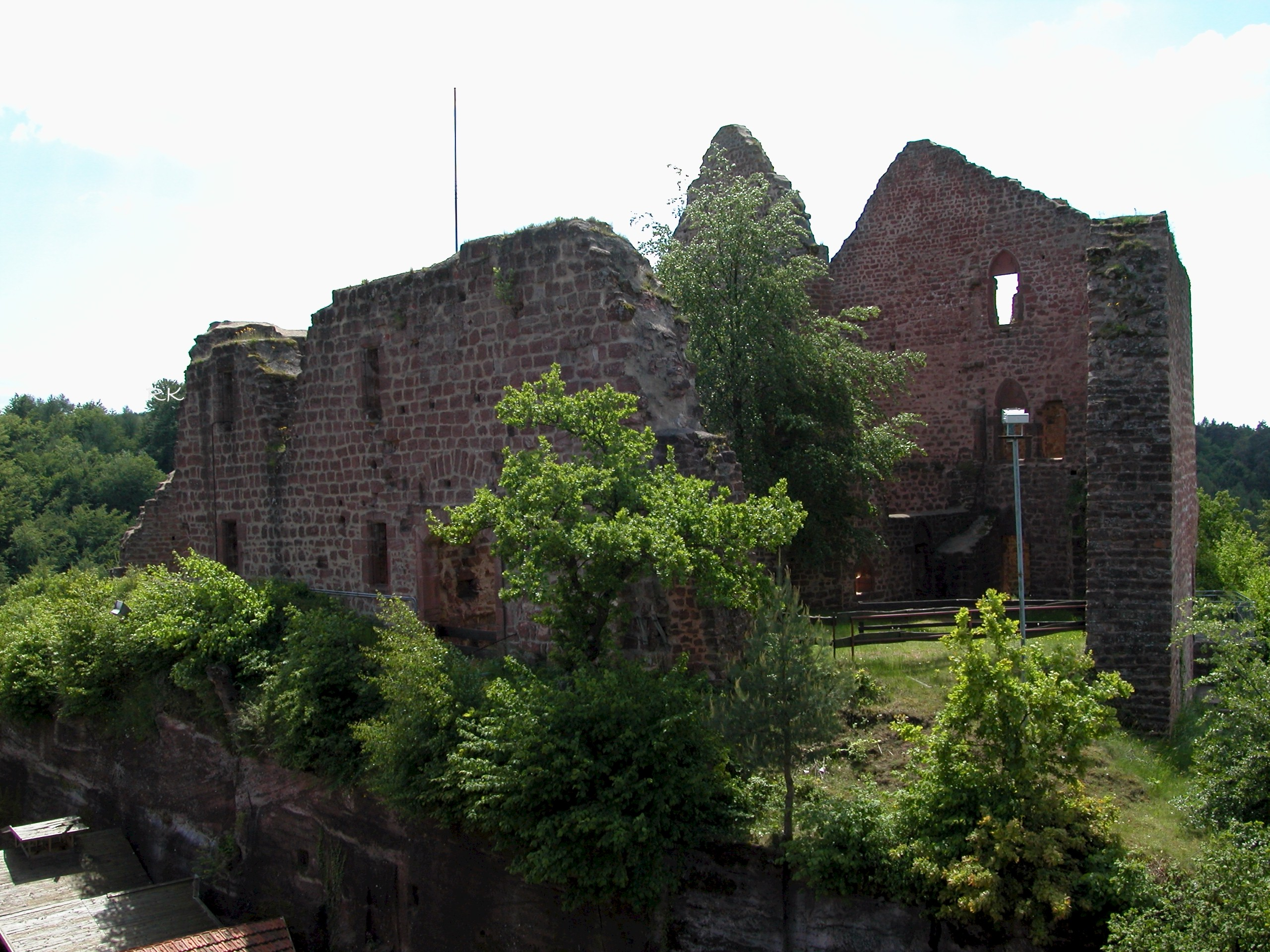
Burgruine Freudenburg
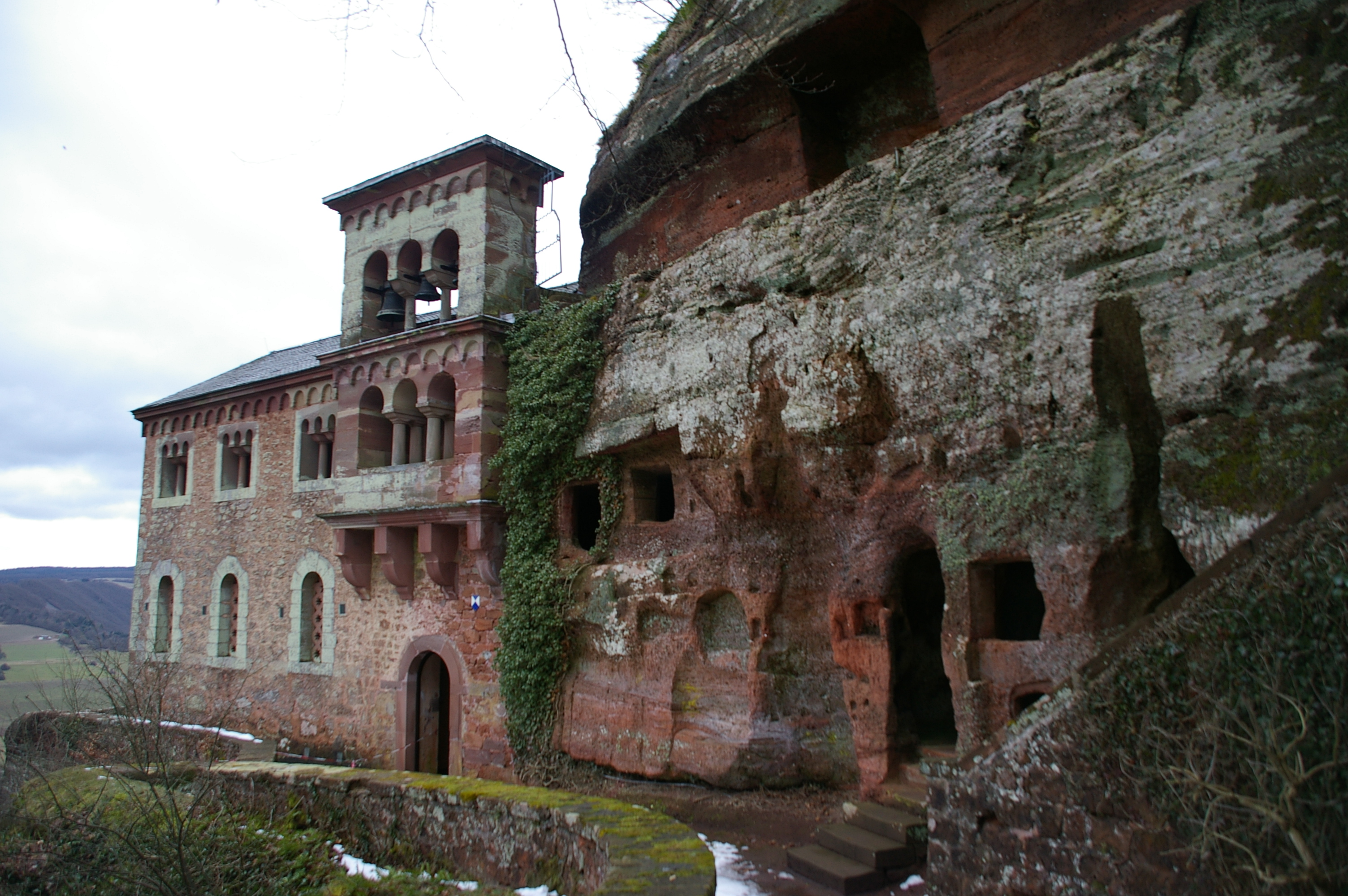
Klause Kastel
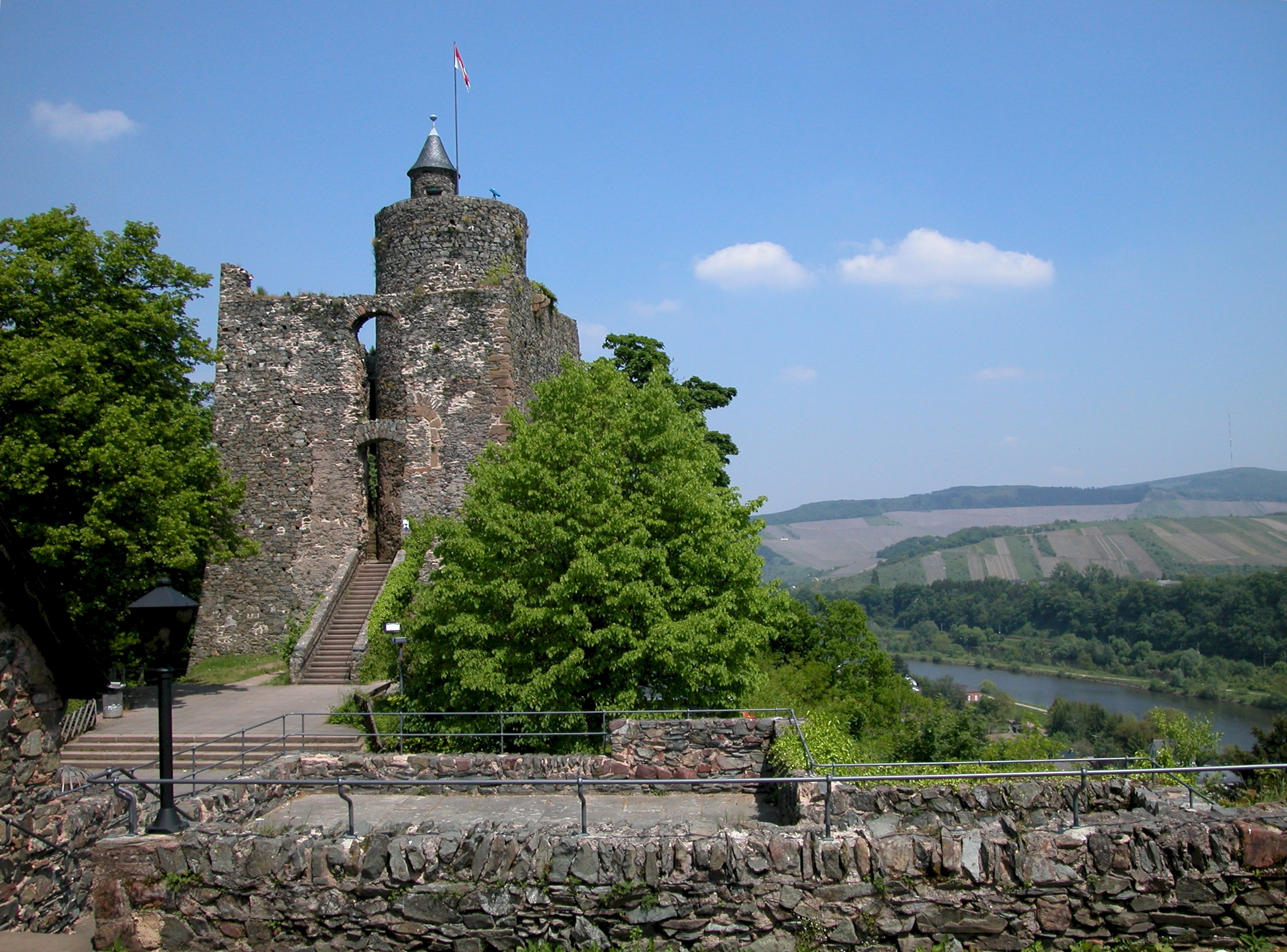
Burgruine Saarburg
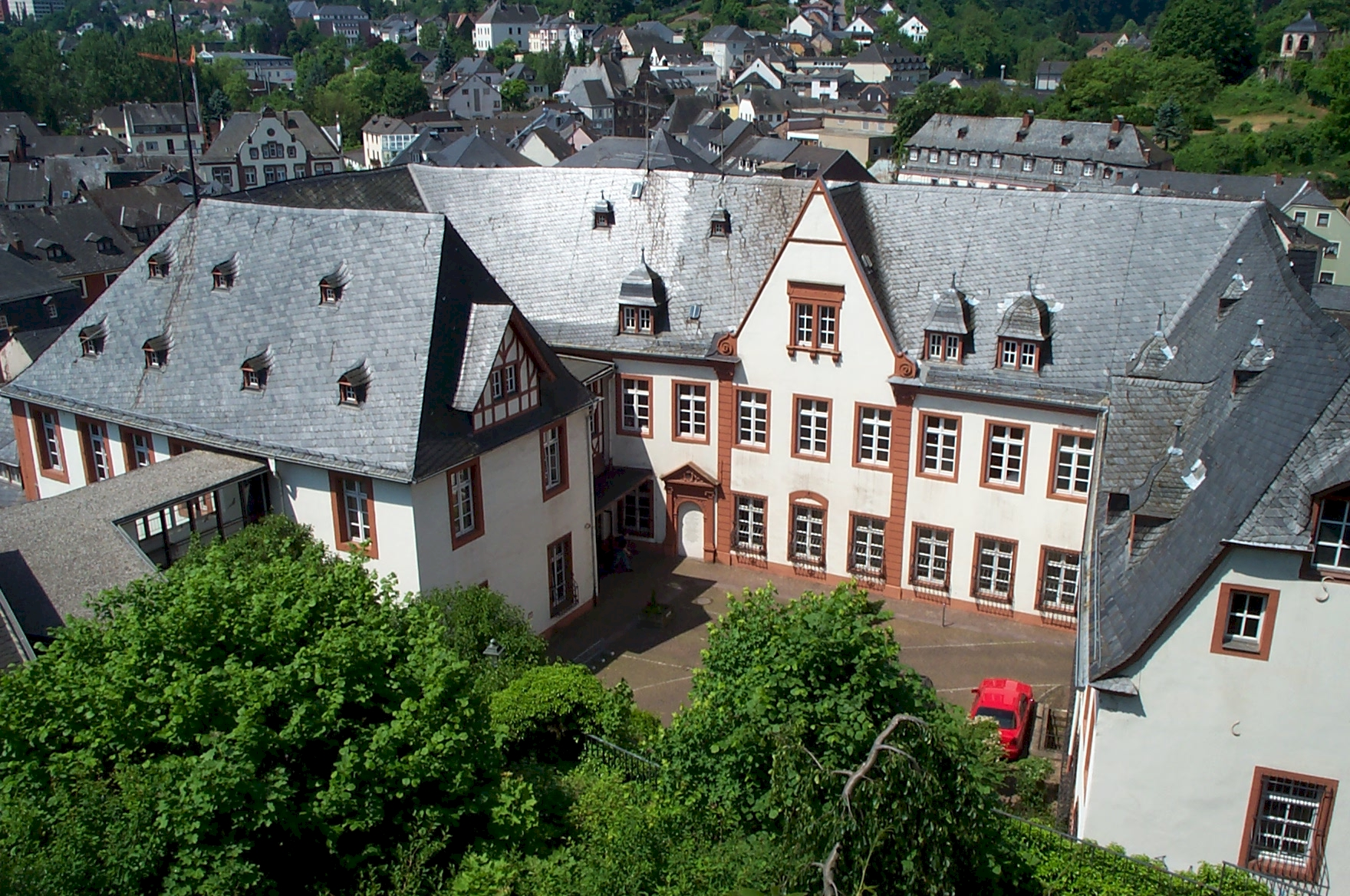
Haus Warsberg Saarburg

## Kultur

### Museen
Das Freilichtmuseum Roscheider Hof liegt in Konz direkt an der Gemarkungsgrenze zu Trier und wurde 1973 u. a. vom Landkreis Trier-Saarburg und den Städten Trier und Konz gegründet. In Hermeskeil gibt es mit der Flugausstellung Peter Junior, dem Rheinland-Pfälzischen Feuerwehrmuseum, dem Dampflok-Museum und dem Hochwaldmuseum vier Museen von überörtlicher Bedeutung.
- Siehe dazu auch die Kategorie: Museum im Landkreis Trier-Saarburg.

## Medizinische Versorgung
Der Landkreis ist Träger des Kreiskrankenhauses St. Franziskus Saarburg GmbH. Ein weiteres Krankenhaus im Kreisgebiet ist die Regioklinik St. Josef der Marienhaus Kliniken GmbH in Hermeskeil.

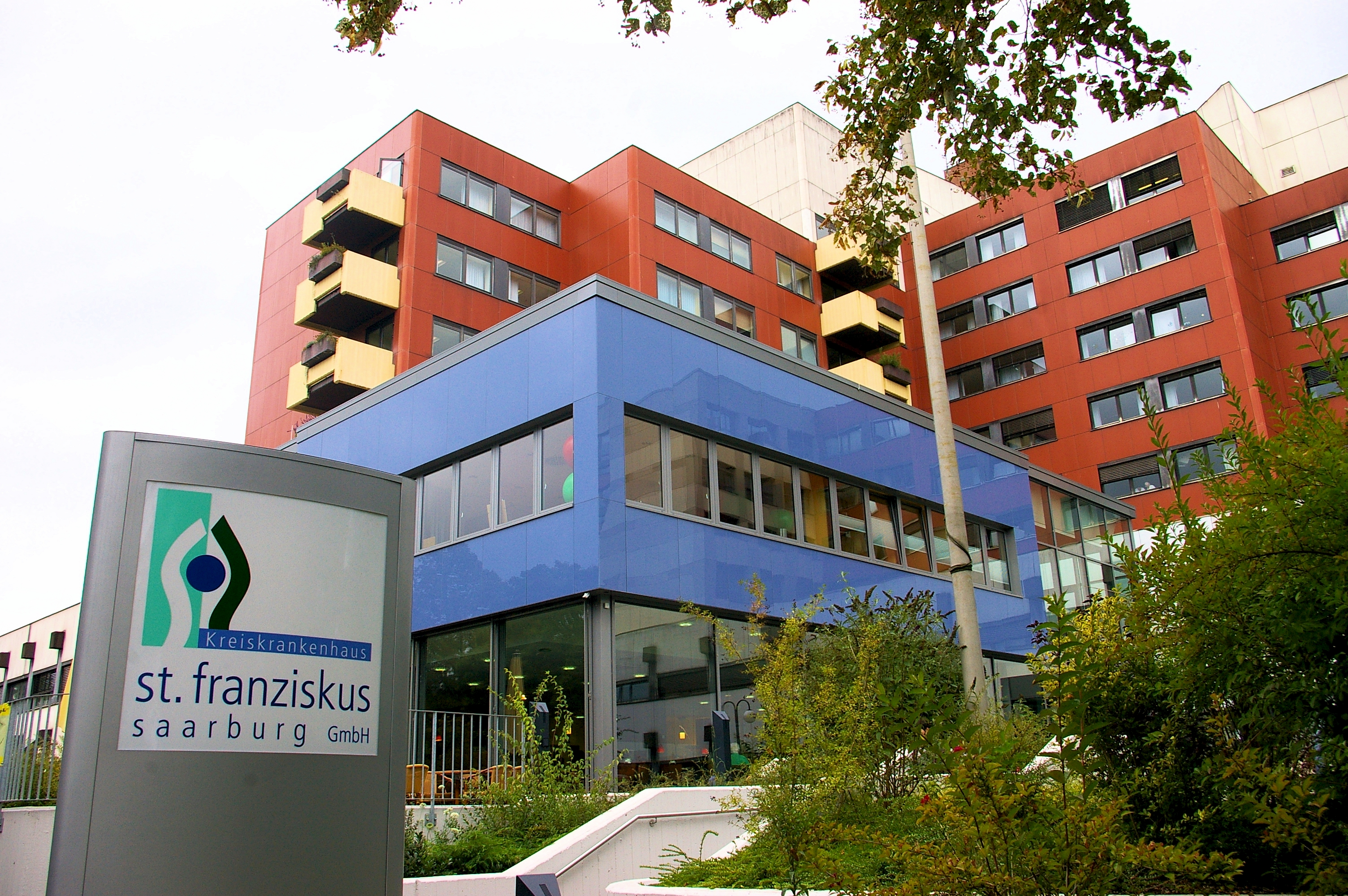
Kreiskrankenhaus St. Franziskus
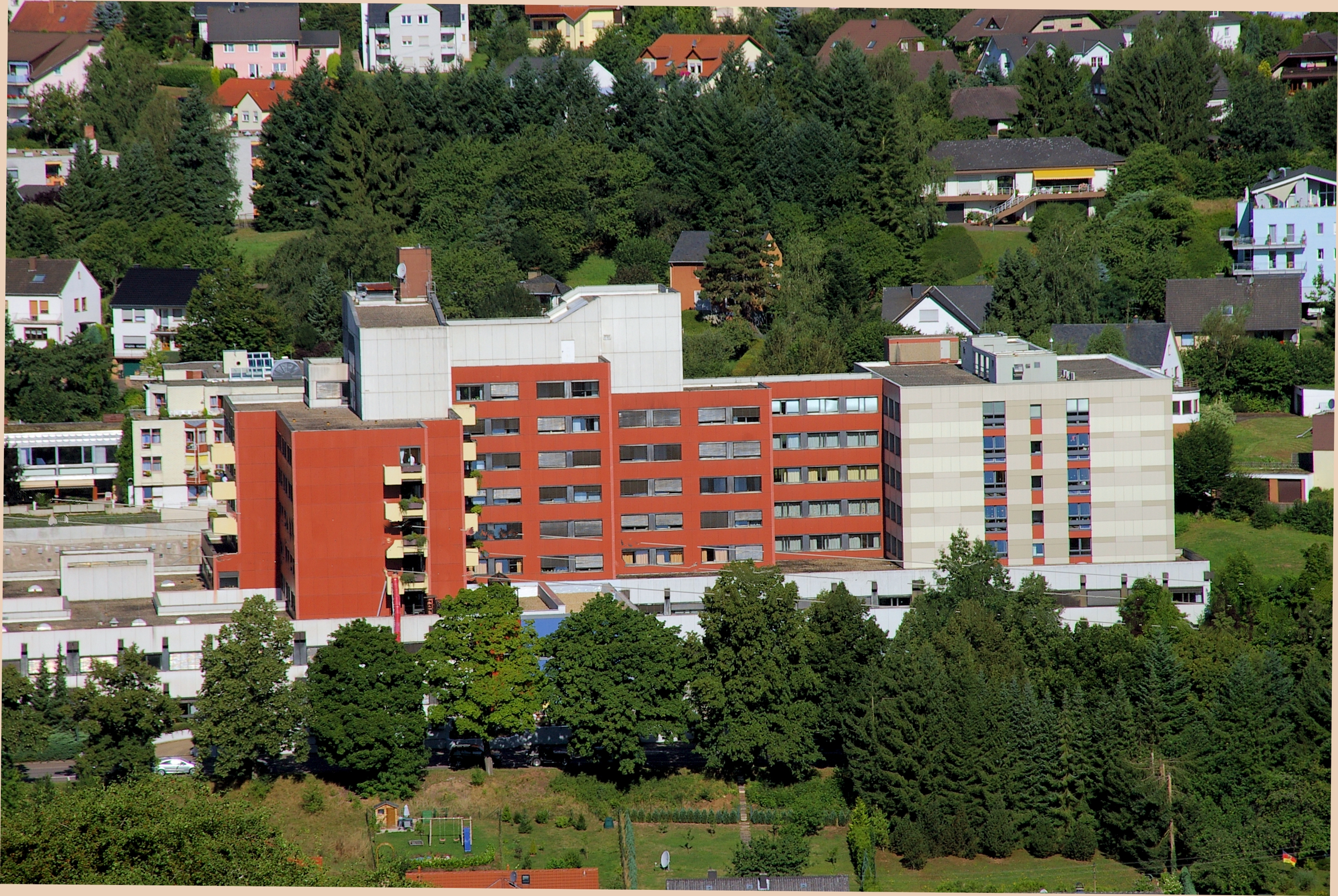
Gesamtansicht St. Franziskus
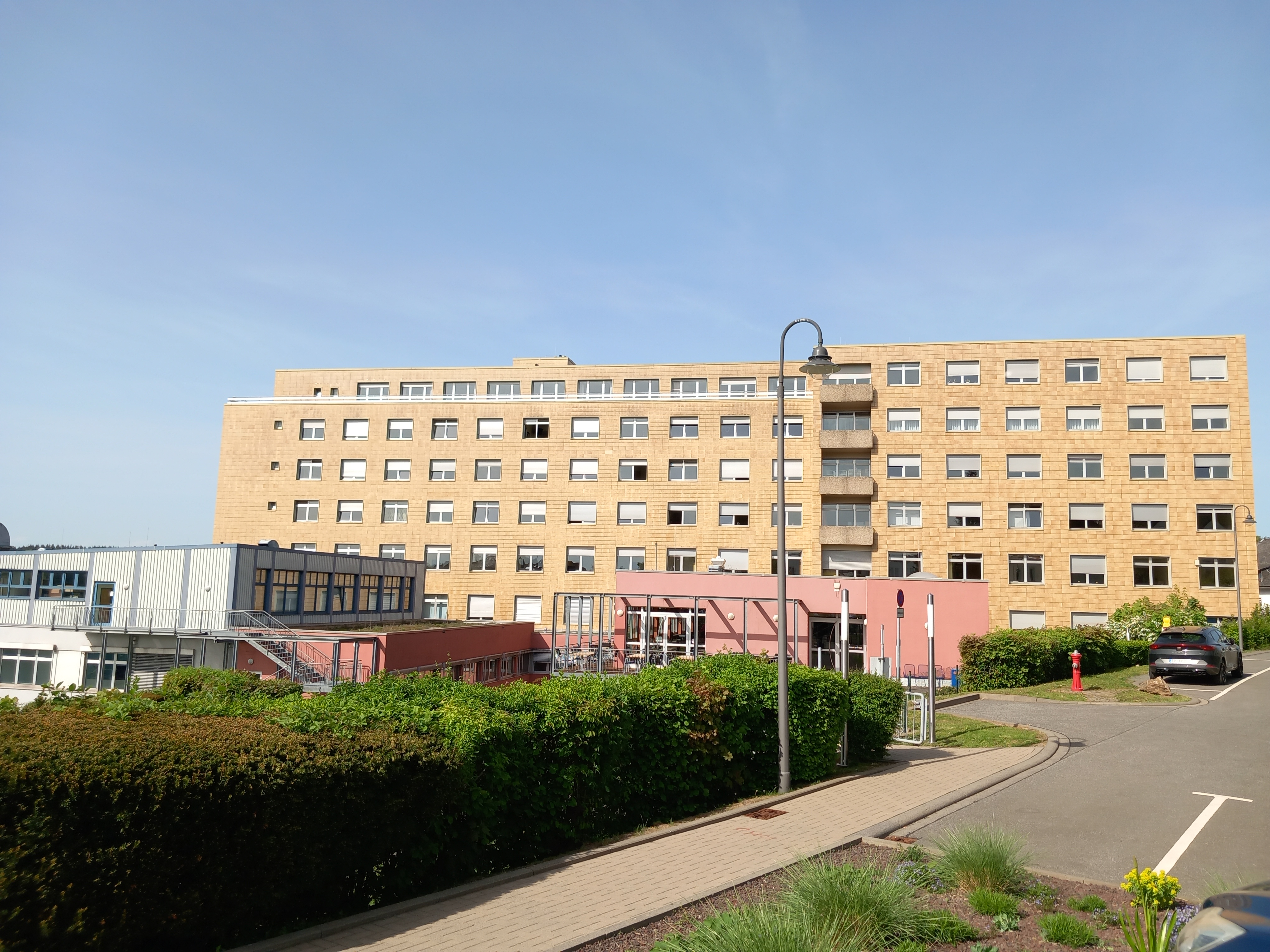
Regioklinik St. Josef

## Gemeinden
(Einwohner am 31. Dezember 2024)
Verbandsangehörige Gemeinden, gegliedert nach der verwaltungsmäßigen Zuordnung zu den Verbandsgemeinden:
(Verwaltungssitz der Verbandsgemeinde *)
- 1. Verbandsgemeinde Hermeskeil

1. Bescheid (395)
2. Beuren (Hochwald) (939)
3. Damflos (630)
4. Geisfeld (473)
5. Grimburg (460)
6. Gusenburg (1087)
7. Hermeskeil, Stadt * (6677)
8. Hinzert-Pölert (288)
9. Naurath (Wald) (245)
10. Neuhütten (721)
11. Rascheid (457)
12. Reinsfeld (2486)
13. Züsch (565)

- 2. Verbandsgemeinde Konz

1. Kanzem (624)
2. Konz, Stadt * (18.121)
3. Nittel (2504)
4. Oberbillig (969)
5. Onsdorf (140)
6. Pellingen (1233)
7. Tawern (2653)
8. Temmels (767)
9. Wasserliesch (2220)
10. Wawern (629)
11. Wellen (814)
12. Wiltingen (1356)

- 3. Verbandsgemeinde Ruwer

1. Bonerath (226)
2. Farschweiler (826)
3. Gusterath (1950)
4. Gutweiler (748)
5. Herl (248)
6. Hinzenburg (138)
7. Holzerath (447)
8. Kasel (1293)
9. Korlingen (772)
10. Lorscheid (535)
11. Mertesdorf (1727)
12. Morscheid (865)
13. Ollmuth (152)
14. Osburg (2264)
15. Pluwig (1650)
16. Riveris (413)
17. Schöndorf (798)
18. Sommerau (74)
19. Thomm (1038)
20. Waldrach * (2100)

- 4. Verbandsgemeinde Saarburg-Kell

1. Ayl (1606)
2. Baldringen (264)
3. Fisch (429)
4. Freudenburg (1788)
5. Greimerath (962)
6. Heddert (296)
7. Hentern (457)
8. Irsch (1624)
9. Kastel-Staadt (415)
10. Kell am See (1911)
11. Kirf (839)
12. Lampaden (558)
13. Mandern (835)
14. Mannebach (347)
15. Merzkirchen (792)
16. Ockfen (585)
17. Palzem (1505)
18. Paschel (225)
19. Saarburg, Stadt * (7504)
20. Schillingen (1165)
21. Schoden (763)
22. Schömerich (142)
23. Serrig (1587)
24. Taben-Rodt (784)
25. Trassem (1121)
26. Vierherrenborn (183)
27. Waldweiler (831)
28. Wincheringen (2553)
29. Zerf (1515)

- 5. Verbandsgemeinde Schweich an der Römischen Weinstraße

1. Bekond (962)
2. Detzem (595)
3. Ensch (459)
4. Fell (2358)
5. Föhren (3048)
6. Kenn (2897)
7. Klüsserath (1100)
8. Köwerich (392)
9. Leiwen (1606)
10. Longen (128)
11. Longuich (1265)
12. Mehring (2341)
13. Naurath (Eifel) (344)
14. Pölich (432)
15. Riol (1348)
16. Schleich (237)
17. Schweich, Stadt * (7643)
18. Thörnich (223)
19. Trittenheim (1075)

- 6. Verbandsgemeinde Trier-Land
[Sitz: Trier]

1. Aach (1059)
2. Franzenheim (365)
3. Hockweiler (282)
4. Igel (2064)
5. Kordel (1986)
6. Langsur (1759)
7. Newel (2655)
8. Ralingen (1962)
9. Trierweiler (3686)
10. Welschbillig (2515)
11. Zemmer (2864)

Ehemalige Gemeinden
Die folgenden Gemeinden verloren seit der Kreisgründung im Jahre 1969 ihre Eigenständigkeit:
- Beßlich, am 16. März 1974 zu Newel
- Beuren, am 17. März 1974 zu Kirf
- Bilzingen, am 17. März 1974 zu Wincheringen
- Butzweiler, am 16. März 1974 zu Newel
- Dittlingen, am 16. März 1974 zu Merzkirchen
- Edingen, am 17. März 1974 zu Ralingen
- Esingen, am 17. März 1974 zu Palzem
- Fellerich, am 17. März 1974 zu Tawern
- Filzen, am 7. November 1970 zu Konz
- Fusenich, am 16. März 1974 zu Trierweiler
- Godendorf, am 1. Juni 1972 zu Edingen
- Grewenich, am 16. März 1974 zu Langsur
- Hamm (bei Taben), am 17. März 1974 zu Taben-Rodt
- Helfant, am 17. März 1974 zu Palzem
- Hofweiler, am 31. Dezember 1975 zu Welschbillig
- Ittel, am 31. Dezember 1975 zu Welschbillig
- Kahren, am 7. November 1970 zu Saarburg
- Kelsen, am 16. März 1974 zu Merzkirchen
- Kersch, am 17. März 1974 zu Ralingen
- Köllig, am 17. März 1974 zu Nittel
- Könen, am 7. November 1970 zu Konz
- Körrig, am 16. März 1974 zu Merzkirchen
- Kreuzweiler, am 17. März 1974 zu Palzem
- Liersberg, am 16. März 1974 zu Igel
- Lorich, am 16. März 1974 zu Newel
- Lörsch, am 17. März 1974 zu Mehring
- Mennig, am 7. November 1970 zu Konz
- Mesenich, am 16. März 1974 zu Langsur
- Metzdorf, am 16. März 1974 zu Langsur
- Meurich, am 17. März 1974 zu Kirf
- Möhn, am 31. Dezember 1975 zu Welschbillig
- Oberemmel, am 7. November 1970 zu Konz
- Olk, am 17. März 1974 zu Ralingen
- Portz, am 16. März 1974 zu Merzkirchen
- Prosterath, am 17. März 1974 zu Beuren
- Rehlingen, am 17. März 1974 zu Nittel
- Rommelfangen, am 16. März 1974 zu Merzkirchen
- Schleidweiler-Rodt, am 17. März 1974 zu Zemmer
- Sirzenich, am 20. März 1971 zu Trierweiler
- Söst, am 17. März 1974 zu Wincheringen
- Südlingen, am 16. März 1974 zu Merzkirchen
- Udelfangen, am 16. März 1974 zu Trierweiler
- Wehr, am 17. März 1974 zu Palzem
- Wintersdorf, am 17. März 1974 zu Ralingen

Siehe auch
- Listen zu dem Begriff „Gebietsveränderungen“ siehe Gebietsreformen in Rheinland-Pfalz
- Liste der Kommunen im Landkreis Trier-Saarburg
- Gemeinden und Gemeindeteile: Liste der Orte im Landkreis Trier-Saarburg

## Kfz-Kennzeichen
Am 7. Juni 1969 wurde dem Landkreis das seit dem 1. Juli 1956 für den Landkreis Trier gültige Unterscheidungszeichen TR zugewiesen. Es wird durchgängig bis heute ausgegeben. Seit dem 19. November 2012 ist aufgrund der Kennzeichenliberalisierung auch das Unterscheidungszeichen SAB des ehemaligen Landkreises Saarburg wieder erhältlich.